# 李穡

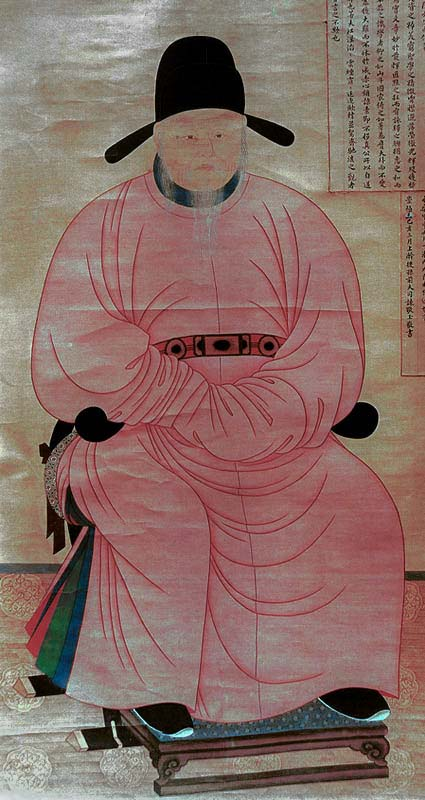
李穑画像

李穑（：／；1328年—1396年），字颖叔，号牧隐，本贯韩山李氏，高麗楊廣道韓州人，高丽王朝末期的学者兼政治家、儒学家。谥号文靖。

## 生平
李穡為高麗贊成事、元中瑞司典簿李穀之子。
至正十三年（1353年）癸巳科中式征東行省鄉試第一名解元，至正十四年（1354）甲午科，為參知政事杜秉彝、翰林承旨歐陽玄賞識，中式左榜二甲第二名進士，授應奉翰林文字、承事郎、同知制誥兼國史院編修官。東返後，歷官吏部侍郎兼兵部郎中、右諫議大夫。紅巾軍入高麗，李穡隨從高麗王逃亡，以扈從國王，錄為一等功。恭愍王十二年，元朝授李穡征東行省儒學提舉，高麗授其密直提學、同知春秋館事。賜號端誠保理功臣。十四年，簽書密直司事。十六年，判開成府事兼成均館大司成。李穡在成均館時，重新訂製學式，分經授業，與學生們相與論難，振興了高麗的程朱理學。元朝授李穡征東行省左右司郎中。
恭愍王二十年，拜政堂文學，文忠保節贊化功臣。二十二年，封韓山君。禑王在位，加李穡為推忠保節同德贊化功臣。判三司事，封韓山府院君，檢校門下侍中。昌王繼位，加推忠保節同德贊化輔理功臣。與李崇仁、金士安前往元大都賀正，李穡為高麗賀正使。回到高麗後謁見了已經退位的禑王。恭讓王時，李穡因擁立昌王、謁見禑王之事被左司議吳思忠、門下舍人趙璞彈劾，李穡遭削職下獄。李穡辯解，說自己不是立昌王的首要謀劃者。李成桂放之韓州，冉放衿州，徙驪興，尋原免，封韓山伯。卒，年六十九，諡文靖。著有《牧隱先生文集》。
李穑與門人郑梦周（圃隐）、吉再（冶隐）等人並稱“丽末三隐”。另有門人李崇仁（陶隱）。

## 逸事
李穡曾作古體詩《貞觀吟》，其中有句曰“謂是囊中一物耳，那知玄花落白羽”，意指唐太宗伐高句麗，在安市城被弓箭射中眼睛。但是此事歷史上唯有李穡此詩提及。

## 學術思想
李穑崇尚朱子学，认为“理”是“太极”，是万物之本。其曾在他的著作《牧隐集》中说过“太极，寂之本也。”